# Welze
Welze ist ein Ortsteil der Stadt Neustadt am Rübenberge in der Region Hannover in Niedersachsen.

## Geografie
Das Dorf Welze liegt westlich der Leine an der L 191.

## Geschichte
Erste Erwähnung findet der Ort als „Welsen“ im Jahr 1229. Er gehörte später zur Vogtei Mandelsloh.
Mit der Gebietsreform verlor die Gemeinde Welze am 1. März 1974 ihre politische Selbstständigkeit und wurde ein Ortsteil von Neustadt am Rübenberge.

## Politik

### Ortsrat
Der gemeinsame Ortsrat von Mandelsloh, Amedorf, Brase/Dinstorf, Evensen, Lutter, Niedernstöcken, Stöckendrebber und Welze setzt sich aus drei Ratsfrauen und acht Ratsherren zusammen. Im Ortsrat befinden sich zusätzlich 19 beratende Mitglieder.
Sitzverteilung:
- SPD: 4 Sitze
- CDU: 3 Sitze
- UWG-NRÜ: 3 Sitze
- Piraten: 1 Sitz

(Stand: Kommunalwahl 11. September 2016)

### Ortsbürgermeister
Der Ortsbürgermeister ist Günter Hahn (UWG NRÜ). Sein Stellvertreter ist Tillmann Zietz (CDU).

## Kultur und Sehenswürdigkeiten
Baudenkmale
→ Siehe: Liste der Baudenkmale in Welze